# Schedorhinotermes leopoldi
Schedorhinotermes leopoldi es una especie de termita subterránea del género Schedorhinotermes, de la familia Rhinotermitidae, orden Blattodea. Fue descrita por Kemner en 1933.

## Distribución
Se distribuye por Asia: Indonesia.

## Tratamiento taxonómico
Fue publicada en Kemner, N.A. (1933) Résultats scientifiques du voyage aux Indes Orientales Néerlandaises de LL. AA. RR. le Prince et la Princesse Léopold de Belgique. Isoptera. Mémoires du Musée Royal d'Histoire Naturelle de Belgique, Hors Série 4, 19–29 + 1 pl.